# Steve Howe Trio
Steve Howe Trio è un gruppo musicale britannico.

## Storia
Il trio venne fondato nel 2007 dal chitarrista Steve Howe (Yes, Asia), da suo figlio, il batterista Dylan, e dal tastierista Ross Stanley.
Quello stesso anno sostennero un grande tour lungo tutto il Regno Unito, spaziando dal rock progressivo (eseguendo cover degli Yes e dello Steve Howe solista) al jazz (eseguendo principalmente cover di Kenny Burrell, una delle principali influenze di Steve). Dopo una pausa, nel giugno 2008 intrapresero un altro tour, stavolta anche all'estero, pubblicando il loro primo album, The Haunted Melody. Durante il loro terzo tour, iniziato nel marzo 2010, viene pubblicato live Travelling, registrato durante alcune date del tour del 2008 in Regno Unito e Canada.
Nel 2019 il trio pubblica il suo secondo album in studio, New Frontier.

## Formazione
- Steve Howe – chitarra (2007-presente)
- Ross Stanley – organo (2007-presente)
- Dylan Howe – batteria (2007-presente)

## Discografia
Album in studio
- 2008 – The Haunted Melody
- 2019 – New Frontier

Live
- 2010 – Travelling